# Furculattus maxillosus
Furculattus maxillosus là một loài nhện trong họ Salticidae. Chúng thuộc chi đơn loài Furculattus, được Balogh miêu tả năm 1980.